# Gary Grant (musicien)
Pour les articles homonymes, voir Grant.
Pour le joueur américain de basketball homonyme, voir Gary Grant.
Gary E. Grant, né le 13 juillet 1945 et mort le 26 juin 2024, est un trompettiste, compositeur, producteur et musicien de session américain qui a joué sur des centaines d'enregistrements commerciaux.

## Biographie
Né dans une famille de musiciens, Gary E. Grant apprend la trompette auprès de son père Harry. Il poursuit ensuite ses études à l'université du Nord du Texas avant de rejoindre le groupe de Woody Herman, dans lequel il joue en tant que trompette principale et soliste vedette durant une tournée de deux ans. Il s’installe ensuite trois ans à Hawaï où il monte son propre big band et un ensemble de sept musiciens. En 1975 il déménage à Los Angeles pour poursuivre une carrière de musicien à plein temps.
Gary Grant a collaboré avec divers artistes tels que Barbra Streisand, Michael Jackson, Whitney Houston, Céline Dion, Toni Braxton, Brian McKnight, Frank Sinatra, Natalie Cole, Earth Wind & Fire, Go West, Take Six, Elton John et Aerosmith. Il a également enregistré avec Quincy Jones sur les albums Back On The Block et Q's Juke Joint et travaillé avec des producteurs tels que David Foster, Glenn Ballard, Dave Grusin et Baby Face. En outre, il est au nombre des artistes invités sur l'album Chicago 17 (en).
Gary Grant est membre de longue date de la section de cuivres de Jerry Hey (en), The Jerry Hey Horns.
Gary Grant meurt le 26 juin 2024,.[source insuffisante]

## Récompenses et nominations
- 2013 : nommé aux Latin Grammy Awards dans la catégorie Album of the Year (album de l'année) en tant que coproducteur avec Arturo Sandoval de Versiones, album de Gian Marco[6].